# Salinas (Ecuador)
Salinas  è una cittadina dell'Ecuador situata nella Provincia di Santa Elena e capoluogo dell'omonimo cantone.
È una località balneare tra le più frequentate dell'Ecuador, la popolazione è di circa 30 000 abitanti, che può aumentare del 50% nei fine settimana e nei periodi vacanzieri, con l'arrivo di turisti ecuadoriani e stranieri.
Le fonti primarie dei residenti sono la pesca e il turismo. Alberghi e locali per il divertimento, anche notturno, non mancano, così come le attrezzature sportive per vari sport, come il tennis, il surf, lo sci nautico, il wakeboard, la vela, il paracadutismo.
Due sono gli Yacht Club presenti nella zona.

## Geografia fisica
Salinas è situata nell'estremo ovest della provincia e del territorio continentale dell'Ecuador. Il clima, influenzato in parte dalla corrente di Humboldt, è piuttosto arido e secco, le precipitazioni non superano i 150 mm all'anno e per questo motivo nella zona sono sorte già nel passato numerose saline che hanno dato il nome alla cittadina.

### Parrocchie urbane
- Alberto E. Gallo
- Carlos E. Larrea
- Santa Rosa
- Vicente Rocafuerte